# Alpay Hekimler
Alpay Hekimler (* 1973 in Günzburg) ist ein türkischer Wirtschaftswissenschaftler.

## Biografie
Hekimler studierte Arbeitsökonomie und Industrielle Beziehungen an der Uludağ Universität in Bursa (Türkei) und erreichte seinen Magister in Human Resource Management an der Universität Istanbul. Er wurde an der wirtschaftswissenschaftlichen Fakultät der Universität Istanbul promoviert. 2006 folgte seine Habilitation in Istanbul. Während und nach seiner Promotion hatte er Forschungsaufenthalte in Deutschland, unter anderem beim Max-Planck-Institut für Sozialrecht und Sozialpolitik in München sowie am Max-Planck-Institut für Gesellschaftsforschung in Köln.
Im Jahr 2007 wechselte Hekimler zu der neu gegründeten Namık Kemal Üniversitesi  in Tekirdağ. 2011 wurde Hekimler zum ordentlichen Universitätsprofessor berufen. Dort gründete er das Sozialwissenschaftliche Institut der Universität. Zwischen 2007 und 2011 war er zugleich Direktor der Sozialwissenschaftlichen Hochschule, die an die NKU angegliedert ist, sowie Mitglied des Senats. Er war an der Namık Kemal Üniversitesi Vorstand des Departments für Arbeitsökonomie und Industrielle Beziehungen, das er gründete, und hatte den Lehrstuhl Sozialpolitik inne. Im Sommer 2013 war er als Gastprofessor an der Universität Graz tätig. Er wirkte an der Namık Kemal Üniversitesi, bis er 2021 zur Eskişehir Osmangazi Üniversitesi  wechselte. Heute ist er an der Juristischen Fakultät der Osmangazi Universität Inhaber des Lehrstuhls Arbeits- und Sozialrecht und Vorstand des Departments Privatrecht.
Hekimler ist Mitglied der Südosteuropa-Gesellschaft und im Verein für Sozialpolitik sowie im Verein der Max-Planck-Stipendiaten in Köln. 2006 wurde er für den Ludwig-Erhard-Preis für Wirtschaftspublizistik vorgeschlagen. 2015 wurde Hekimler als Mitglied der IGRASS - Deutsche Sektion der Internationalen Gesellschaft für das Recht der Arbeit und der Sozialen Sicherheit aufgenommen. Seit 2016 ist er Mitglied der Grazer Juristischen Gesellschaft. Er ist weiterhin als Korrespondent für das Max-Planck Institut für Sozialrecht und Sozialpolitik in München sowie als Korrespondierendes Institutsmitglied, des Institut für Recht der sozialen Daseinsvorsorge der Johannes Kepler Universität Linz tätig.

Im Dezember 2015 wurde Hekimler vom Bundespräsidenten Heinz Fischer mit dem „Goldenen Ehrenzeichen für die Verdienste um die Republik Österreich“ ausgezeichnet. Folgend wurde Univ.- Prof.Dr.Mag. Alpay Hekimler im September 2024 von der Landesregierung Oberösterreich vom Landeshauptmann Thomas Stelzer mit dem "Silberne Verdienstzeichen des Lades Oberösterreich"  ausgezeichnet.
1. ↑  Honour for Turkey Correspondent of the Institute | Max-Planck-Institut für Sozialrecht und Sozialpolitik - MPISOC. Abgerufen am 29. November 2024.

Zu seinen Forschungsschwerpunkten zählen europäisches, deutsches und türkisches Arbeits- und Sozialrecht. Beziehungen zwischen der EU und der Türkei, Sozialpolitik, sowie Arbeitsmarktpolitik. Zahlreiche Arbeiten wurden von Hekimler im deutschen Sprachraum veröffentlicht. 

## Quelle
- Phase der Transformation – Drei Fragen an Alpay Hekimler auf der Website der Bundeszentrale für politische Bildung
- http://www.hurriyet.com.tr/prof-dr-alpay-hekimler-e-buyuk-onur-37214106

| Personendaten    | Personendaten                        |
| ---------------- | ------------------------------------ |
| NAME             | Hekimler, Alpay                      |
| KURZBESCHREIBUNG | deutscher Wirtschaftswissenschaftler |
| GEBURTSDATUM     | 1973                                 |
| GEBURTSORT       | Günzburg                             |